# Ujjain
Ujjain (también llamada Ujain, Uyain, Uyyainí y antiguamente Avanti o Avanti Pur) es una ciudad del estado de Madhia Pradesh, en el noroeste de la India. Se encuentra ubicada a orillas del río Ksipra.

## Historia
En el siglo VII a. C., Uyyain fue capital del casi mítico reino de Avanti, siendo conocida por los griegos y latinos con el nombre de Ozene (tal cual aparece en la cartografía realizada por Ptolomeo).
En el siglo II a. C. fue sede de la quinta satrapía persa, pasando luego brevemente a integrar parte del imperio de Alejandro Magno y los reinos grecobactriano e indogriego, sucedidos por el Imperio kushán.
En el siglo III a. C. fue la capital del Imperio mauria, del emperador Ashoka. Tras la caída del Imperio mauria pasó a estar dominada por los sakas (escitas). Hacia el 400 d. C., el rey hinduista Chandragupta II Vikramaditia la anexionó al Imperio gupta; a partir del siglo VIII, Uyyain fue un centro de estudios sánscritos e hinduistas hasta que en 1235 fue conquistada por los musulmanes Imperio mogul, quienes destruyeron la mayor parte de los templos hinduistas. En 1305 pasó a formar parte del sultanato de Delhi. Recién en 1750 fue reconquistada por los hinduistas pero pocos años después siguió el destino de casi toda la India al ser ocupada por el Imperio británico.

## Cultura
Uyyain posee ruinas que datan del siglo V, así como una gran mezquita musulmana inaugurada en 1403 y los restos bastante bien conservados de un importante observatorio astronómico construido hacia 1726 por los rayás (‘reyes’) del Sultanato de Delhi. En 1927 se inauguró una de las principales universidades de la India (Universidad de Vikram); aunque lo que más sigue destacando a Uyyain es su carácter religioso, ya que es una de las siete ciudades santas del hinduismo y anualmente en esta ciudad se lleva a cabo el festival sagrado llamado Kumbh Mela.

## Economía
Uyyain es un importante centro de comunicaciones, en especial un nudo ferroviario, que ha devenido en un centro industrial de categoría con fábricas textiles a partir del algodón y en menor medida la seda, así como plantas elaboradoras de productos alimenticios. Otro renglón importante de su economía es el turismo internacional, atraído por los antiquísimos edificios y los festivales religiosos.
Según el censo del 2001, la población era de 431.166 habitantes.